# Valkendorfs Kollegium
O Valkendorfs Kollegium é o mais antigo dormitório da Dinamarca e foi fundado em 26 de fevereiro de 1589, pelo nobre Christopher Valkendorf. O prédio que o nobre adquiriu era originalmente um mosteiro. O dormitório sofreu muito durante o incêndio de Copenhague de 1728. Embora a maioria dos tijolos sobreviveu, o prédio tornou-se inabitável por vários anos. O prédio antigo, que nunca se recuperou totalmente do incêndio acabou por ser demolido e um novo edifício (que ainda está em uso) foi apresentado e entrou em funcionamento em 1866. Valkendorfs Kollegium é um dos velhos dormitórios da Universidade de Copenhague.
Diversas celebridades foram ex-alunos dos dormitórios através do tempo. Entre os mais conhecidos incluem
- Herman Bang
- Steen Steensen Blicher
- Frederik Dreier
- Johannes Ewald
- N.F.S. Grundtvig
- B.S. Ingemann
- Canuto Kallan
- Peder Lauridsen Kylling
- Frederik Christian Sibbern
- Henrik Stampe